# Alpi del Marguareis
Le Alpi del Marguareis (dette anche Alpi Liguri Occidentali) sono un gruppo montuoso delle Alpi Liguri. Si trovano lungo la linea di confine tra l'Italia (Regione Piemonte e Regione Liguria) e la Francia (dipartimento delle Alpi Marittime). Prendono il nome dalla Punta Marguareis, la vetta più alta della sottosezione e di tutte le Alpi Liguri.

## Classificazione
Secondo la SOIUSA le Alpi del Marguareis sono una sottosezione alpina ed hanno la seguente classificazione:
- Grande parte = Alpi Occidentali
- Grande settore = Alpi Sud-occidentali
- Sezione = Alpi Liguri
- Sottosezione = Alpi del Marguareis
- Codice = I/A-1.II

## Delimitazioni
Ruotando in senso orario i limiti geografici sono: Colle di Tenda, Valle Vermenagna, piana di Cuneo, fiume Tanaro, Colle di Nava, Valle Arroscia, Mar Ligure, Val Roia, Colle di Tenda.

## Suddivisione
Le Alpi del Marguareis sono suddivise in due supergruppi, cinque gruppi e diciotto sottogruppi;
- Catena del Saccarello (A)
  - Gruppo del Monte Saccarello (A.1)
    - Nodo del Monte Saccarello (A.1.a)
    - Costiera Monega-Carmo di Brocchi (A.1.b)
    - Dorsale del Monte Guardiabella (A.1.c)
    - Dorsale del Monte Moro (A.1.d)
    - Costiera Ceppo-Bignone (A.1.e)
    - Costiera del Monte Pietra Vecchia (A.1.f)
- Catena Marguareis-Mongioie (B)
  - Gruppo del Marguareis (B.2)
    - Nodo del Marguareis (B.2.a)
    - Dorsale Serpentera-Cars (B.2.b)
    - Sottogruppo di Scarason (B.2.c)

  - Gruppo Testa Ciaudon-Cima della Fascia (B.3)
    - Nodo della Testa Ciaudon (B.3.a)
    - Dorsale della Cima della Fascia (B.3.b)
    - Contrafforte del Monte Pianè (B.3.c)
    - Costiera del Bric Costa Rossa (B.3.d)

  - Gruppo Mongioie-Mondolè (B.4)
    - Nodo del Mongioie (B.4.a)
    - Dorsale Cima della Brignola-Mondolè (B.4.b)

  - Gruppo Pizzo d'Ormea-Monte Antoroto (B.5)
    - Costiera Bric di Conolia-Pizzo d'Ormea (B.5.a)
    - Contrafforte del Monte Baussetti (B.5.b)
    - Sottogruppo del Bric Mindino (B.5.c)

Il supergruppo Catena del Saccarello raccoglie la parte meridionale delle Alpi del Marguareis mentre la Catena Marguareis-Mongioie ne raccoglie quella settentrionale. I due supergruppi sono separati tra loro dal Colle delle Selle Vecchie.

## Vette

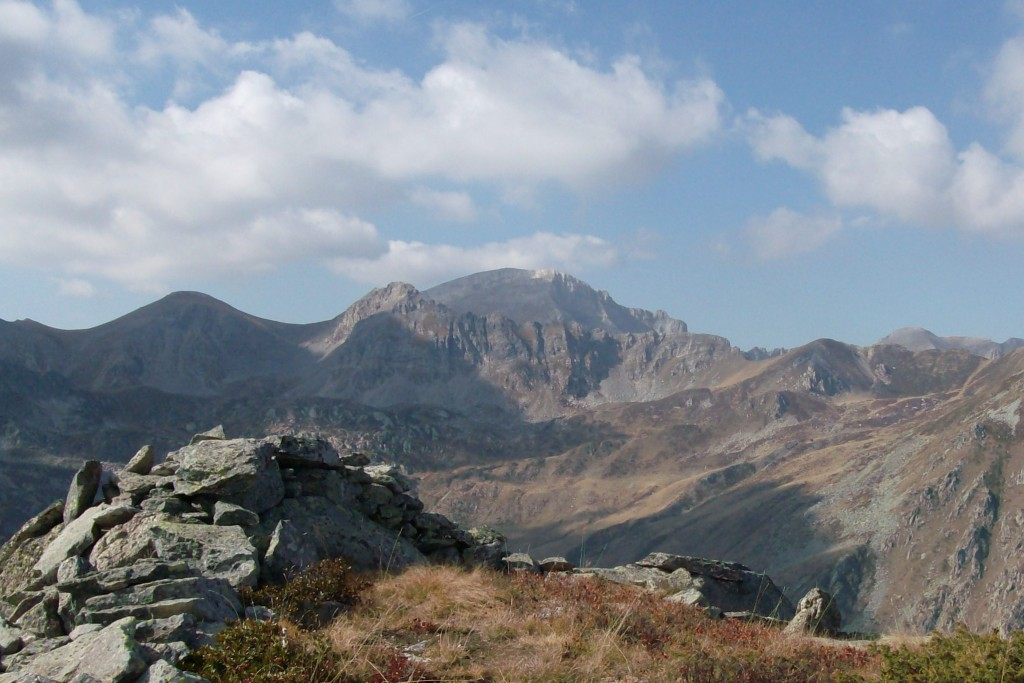
Il Monte Mongioie.

Le vette principali della sottosezione sono:
- Punta Marguareis (2651 m),
- Monte Mongioie (2630 m),
- Cima delle Saline (2612 m),
- Cima Pian Ballaur (2604 m),
- Cima Palù (2538 m),
- Bric Conolia (2521 m),
- Cima della Fascia (2495 m),
- Monte Bertrand (2482 m),
- Pizzo d'Ormea (2476 m),
- Cima della Brignola (2472 m),
- Cima Seirasso (2436 m),
- Cima di Pertegà (2404 m),
- Bric Costa Rossa (2404 m),
- Testa Ciaudon (2386 m),
- Monte Mondolè (2382 m),
- Cima Missun (2355 m),
- Monte Becco (2300 m),
- Cima Capoves (2260 m),
- Monte Bisalta (2231 m) anche detta Besimauda,
- Cima Cars (2218 m),
- Monte Saccarello (2201 m),
- Cima Ciuaiera (2175 m),
- Punta Mirauda (2157 m),
- Monte Frontè (2152 m),
- Monte Antoroto (2144 m),
- Cima Marta (2136 m),
- Cima Ventosa (2135 m),
- Monte Tanarello (2094 m),
- Monte Pietravecchia (2038 m),
- Monte Grosso (2007 m),
- Monte Baussetti (2004 m),
- Monte Toraggio (1971 m),
- Monte Monega - (1882 m),
- Bric Mindino (1879 m),
- Monte Alpet (1611 m),
- Carmo di Brocchi (1610 m),
- Monte Bignone (1299 m),
- Monte Guardiabella (1218 m),
- Monte Pisciavino (597 m).

## Geologia
Le Alpi del Marguareis, specie nella loro zona più elevata, ospitano una ampia gamma di forme carsiche sotterranee e superficiali. Si tratta di un esempio particolarmente significativo di carso d'alta quota; la piovosità relativamente elevata e la forte permeabilità superficiale alimentano una circolazione idrica che si struttura in veri e propri fiumi sotterranei, dall'andamento piuttosto tortuoso, e che trova sbocco in vari casi ai lati del massiccio carsico in grandi risorgenze, quali il Pis del Pesio o la Gola delle Fascette.